# Культурний шар

Стратиграфічний розріз культурного шару. Господарська яма стжижовської культури з поселення на Гнідавській Гірці у с. Рованці Луцького району Волинської області

Культу́рний шар — ґрунт на місці давніх поселень, в якому наявні предмети матеріальної культури, сліди господарювання. Цей ґрунт відрізняють від материкового, який утворювався природним шляхом, поза впливами діяльності людини. Давні споруди або їх залишки завжди певним чином співвідносяться з товщею землі, в якій вони збудовані та іноді й поховані. Наявність культурного шару визначає цінність певної території як археологічної пам'ятки, а предметне наповнення розповідає про заняття та побут давнього населення, дозволяє датувати та класифікувати пам'ятку.
Археологічні знахідки є одним з небагатьох об'єктивних методів дослідження минулого. Тому землі, що містять в собі культурні шари, охороняються національним та міжнародним законодавством.
Цей термін є одним із ключових для археології, саме як історичної науки, що вивчає матеріальні пам'ятки давнини. Інтерес для науковців-археологів становлять поселення первісних людських общин, людей епохи рабовласництва і феодалізму. Відповідно, поховані в землі сліди діяльності людей нового часу не є предметом археологічних досліджень. Залишки поселень творців найдавніших знарядь праці є «нижньою межею» культурного шару, нижче якої нема можливості констатувати сліди людської діяльності.

Як утворюється культурний шар:
|                                                       | Припустимо на необжитій місцевості з’явились люди і стали споруджувати житла і господарські об’єкти, внаслідок чого утворився новий шар, що складався з глини, трісок, соломи тощо. Все це змішалося з землею, яку відкидали, викопуючи півземлянку чи канави для фундаментів... Мешкаючи на забудованій території, люди збільшували цей шар, викидаючи сміття, кістки, рештки їжі, непотрібні речі, гублячи різні предмети...Восени опадало листя з дерев, взимку господиня викидала попіл і вугілля з печі, сміття, влітку вітер наносив пил і пісок. Минув певний час, житло стало старим і його розібрали... нове житло вже опинилось вище від старого. При спорудженні нового житла знову викидалась зайва глина, дерев’яна стружка і т.п. А тим часом земля ніби «росла» і в ній залишились речі, які свідчили про господарську діяльність людей, їх побут, культуру, суспільні відносини та й загалом про епоху. |
| — М. Кучинко, О. Златогорський Пам’ятки археології... | |

Культурний шар характеризується:
- глибиною залягання під землею;
- потужністю або товщею, — чим більшим є прошарок «окультуреного» ґрунту, тим довше тривала людська діяльність на даній території;
- наявністю відмінних між собою культурних горизонтів, їх належністю до різних епох та культур;
- специфіка самої пам'ятки (поселення або поховання);
- наявністю та щільністю знахідок, їх датуванням.

До вивчення культурних шарів застосовуються методи стратиграфії. Під час розкопок обов'язково фіксується вертикальний зріз ґрунту. Глибина залягання (з урахуванням процесів ґрунтоутворення, ерозії та пізнішої людської діяльності) має свідчити про давнину пам'ятки.
Потужність культурного шару може сягати десятків метрів.
Деякі пам'ятки містять в собі культурні шари різних епох, що свідчить про неодноразове заселення та спустошення територій. Таким чином, їх класифікують як одно-, дво- та багатошарові пам'ятки.